# Мазамора
Мазамора или  тесто Маврара (есп. mazamorra), популарна је посластица Латинске Америке. Иако право порекло ове посластице није познато, сматра се да потиче из различитих кулинарских традиција Претколумбовске ере као и у регионима у којима се данас конзумира. Назив Мазамора потиче од Шпанаца.

## Мазамора из Перуа
Најпознатија и највише конзумирана мазамора у Перуу је мазамора морада, направљена од куваног љубичастог кукуруза и зачињена локалним зачинима. Ово јело има афро-перуанско порекло. То је традиционално јело које се помиње у многим креолским песмама, због чега се сматр да се овај десерт у Перуу припрема дуги низ година. Мзамора је једна од најпопуларнијих посластица, заједно са пудингом од пиринча, пикаронима и „суспиро де лимена о суспиро лимено” (Лименијин уздах или уздах Лименија).
У овој регији постоје различите врсте припрема ове богате послестице. У неким делима Перуа се може додати каранфилчић док у неким деловима цимет.
Пре неколико година почела је припрема Мазаморе ферментованим кромпирима.

## Етимологија
Реч „мазаморра“ била је, у колонијално доба, назив за храну „маргинализованих људи“, оних који су били осуђени на сиромаштво. Шпанци нису ценили ово јело, већ су га означили погрдним термином „мазамора“, упркос томе што се то име задржало и користи се и дан данас.

## Порекло
Порекло мазаморесе први пут јавља из претколумбовског доба, када су древни староседеоци припремали неку врсту жуте каше од кукуруза. Тек доласком Шпанаца ово домаће јело постало је десерт који се и дан данас конзумира као такав. Прерађивањем рецепта додати су нови састојци попут каранфилића, цимета, дуња, јабука, лимун, суве кајсије, суве шљиве, шећер ... Културна мешавина између Шпанаца и староседелаца  Перуа, касније је довело до рођења посластице зване Мазамора Морада, мешавине љубичастог кукуруза и брашна од слатког кромпира са сувим воћем попут сувих шљива, сувих кајсија, дуња и јабука.

## Коришћење
Мазамора морада једна је од најтипичнијих посластица перуанске кулинарске културе. Ова посластица се посебно припрема у октобру месецу током прославе   верске славе  „Señor de los milagros“ (Господар чуда). Конзумирање Мазаморе мораде врло је раширена, посебно у Лими, на улици постоји много продајних места које продају Мазамору, као и друге традиционалне перуанске посластице попут пудинга од пиринча. Иако је конкуренција јако велика током летњих дана, локални мештани препродају своје залихе јако брзо због популарности овог производа.

## Припрема
Састојци:
- 1 кг сувог љубичастог кукуруза
- 1/2 ананаса (укључујући и кору)
- 1 дуња (није обавезно)
- 2 до 3 штапића цимета
- 1 кашичица целог каранфилића
- 1 јабука
- 1 шоља сувог воћа (шљиве, кајсије и / или вишње)
- 1 шоља шећера
- 3 кашике кукурузног скроба
- Сок од свежег лимуна

Припрема:
- Постоји неколико припрема за овај десерт.[9]

- Ставите суво воће у посуду отпорну на топлоту и прелијте кључалом водом. Оставити да се охлади.
- Додајте љубичасти кукуруз у велику посуду и прелијте са 10 шоља воде.
- Исеците ананас на ситне комаде и оставите их са стране. Додајте кору ананаса у лонац са кукурузом.
- Исеците дуњу (или уместо дуње ставите зелену јавуку) и додајте у посуду, заједно са штапићем цимета и каранфилићем.
- Прокувајте смесу око 30 минута док течност не постане дубоко љубичаста и дуња не постане врло мекана.
- Исцедите течност у чисту посуду а  кукуруз, дуњу, штапиће цимета, каранфилић и кору ананаса можете бацити.
- Одвојите 1/2 шоље течности у малу посуду. Умешајте кукурузни скроб док се потпуно не помеша и оставите на страну.
- У течност додајте шећер, комаде ананаса и прстохват соли. Ољуштите јабуке, нарендајте их и додајте смеси.
- Смесу прокувајте још око 20 минута уз повремено мешање док јабука не омекша.
- Додајте смесу кукурузног шкроба у смешу које се кува и наставите да кувате уз непрестано мешање још око 5 минута или док смеса не згусне.
- Склоните са ватре и додајте сок од лимуна. Служите расхлађено или на собној температури посуто циметом.

## Галерија
- Мазамора морада
- Мазамора мајзена од скроба
- Сангито
- Слана мазамора са месом од свиње
- Мазамора калбаза
- Чаша мазаморе
- Мазамора од пиринча
- Мазамора на менију
- Улична продаја